# Барки (Пезаро и Урбино)
Барки (итал. Barchi) је насеље у Италији у округу Пезаро и Урбино, региону Марке.
Према процени из 2011. у насељу је живело 551 становника. Насеље се налази на надморској висини од 319 м.

## Становништво
| 1931. | 1936. | 1951. | 1961. | 1971. | 1981. | 1991. | 2001. | 2011. |
| ----- | ----- | ----- | ----- | ----- | ----- | ----- | ----- | ----- |
| 2.224 | 2.216 | 2.263 | 1.835 | 1.193 | 1.053 | 1.026 | 985   | 1.001 |